# Spiraea hailarensis
Spiraea hailarensis là loài thực vật có hoa trong họ Hoa hồng. Loài này được Liou miêu tả khoa học đầu tiên năm 1955.